# Hubert Hammerschmidt
Hubert Hammerschmidt (* 6. August 1914 in Scharnitz; † 19. Februar 1994 in Thiersee) war ein österreichischer Wintersportler, der im Skispringen, im Skilanglauf sowie in der Nordischen Kombination erfolgreich war. Zudem bestritt er zu Beginn seiner Karriere erfolgreich Rennen als Alpiner Skirennläufer.

## Werdegang
Hammerschmidt begann früh mit dem Skisport und begann in den späten 1920er Jahren als alpiner Skiläufer. Hammerschmidt, der wenig später eine militärische Laufbahn einschlug, wechselte daraufhin zum Heeressportverein und zog nach Innsbruck. 1931 wurde er Tiroler Jugendmeister und konnte 1934 auch bei der Innsbrucker Wintersportwoche gewinnen. In der Folge musste er sich aber der zunehmenden Spezialisierung der alpinen Disziplinen geschlagen geben. Jedoch konnte er noch vor dem Zweiten Weltkrieg Erfolge feiern und gewann so 1937 in Kitzbühel das Hahnenkammrennen. Zudem sicherte er sich in St. Moritz Rang zwei und wurde Tiroler Landesmeister. 1940 feierte er einen ersten Erfolg im Skispringen. So wurde er beim Neujahrsspringen in Garmisch-Partenkirchen Zweiter.
Nach dem Zweiten Weltkrieg ging Hammerschmidt nur noch im nordischen Skibereich an den Start. Nachdem er nach Thiersee übersiedelte und sich dem SV Thiersee anschloss, sicherte sich bei den Österreichischen Meisterschaften 1947 zwei vierte Plätze im Springen sowie der Nordischen Kombination. Zudem gewann er Silber mit der Skilanglaufstaffel. Bei den folgenden Österreichischen Meisterschaften 1948 sicherte sich Hammerschmidt mit der Staffel Tirol 1 seinen ersten und einzigen Staatsmeistertitel im Skilanglauf. Daraufhin reiste er mit der Mannschaft zu den Olympischen Winterspielen 1948, die zugleich als Nordische Skiweltmeisterschaften zählten, nach St. Moritz. Dort zeigte Hammerschmidt durchweg gute Leistungen, konnte sich aber in keiner der drei nordischen Disziplinen unter den besten zehn platzieren. Im Skisprung-Einzel von der Olympiaschanze erreichte er Rang 19, bevor er beim Skilanglauf-Einzel über 18 km auf Rang 68 landete. In der Nordischen Kombination belegte er nach einem 14. Platz im Springen und Rang 30 im Skilanglauf am Ende Rang 23 des Einzelwettbewerbs.
Nach den Olympischen Spielen zog sich Hammerschmidt vom internationalen Sport zurück, bestritt aber noch bis weit in die 1950er Jahre regionale Skisprung- und Skilanglaufkonkurrenzen.